# 24 uur van Le Mans 2020
De 24 uur van Le Mans 2020 was de 88e editie van deze endurancerace. De race werd verreden op 19 en 20 september 2020 op het Circuit de la Sarthe nabij Le Mans, Frankrijk. De race stond oorspronkelijk gepland voor 13 en 14 juni, maar werd uitgesteld vanwege de coronapandemie. Het was de zevende race van het FIA World Endurance Championship-seizoen 2019-2020.
De race werd gewonnen door de Toyota #8 van Sébastien Buemi, Brendon Hartley en Kazuki Nakajima. Voor Buemi en Nakajima was dit hun derde Le Mans-zege, voor Hartley was het zijn tweede. De LMP2-klasse werd gewonnen door de United Autosports #22 van Filipe Albuquerque, Philip Hanson en Paul di Resta. De LMGTE Pro-klasse werd gewonnen door de #97 Aston Martin Racing van Alex Lynn, Maxime Martin en Harry Tincknell. De LMGTE Am-klasse werd gewonnen door de #90 TF Sport van Jonathan Adam, Charlie Eastwood en Salih Yoluç.

## Inschrijvingen
- In de #17 IDEC werd op het laatste moment een rijderswissel doorgevoerd. Dwight Merriman liep een rugblessure op tijdens een crash in de vrije trainingen en werd vervangen door Patrick Pilet.

| No.                          | Team                        | Auto                     | Banden                  | Rijder 1                | Rijder 2                  | Rijder 3                 |                         |
| LMP1 (5 inschrijvingen)      | LMP1 (5 inschrijvingen)     | LMP1 (5 inschrijvingen)  | LMP1 (5 inschrijvingen) | LMP1 (5 inschrijvingen) | LMP1 (5 inschrijvingen)   | LMP1 (5 inschrijvingen)  | LMP1 (5 inschrijvingen) |
| ---------------------------- | --------------------------- | ------------------------ | ----------------------- | ----------------------- | ------------------------- | ------------------------ | ----------------------- |
| 1                            | Rebellion Racing            | Rebellion R13-Gibson     | M                       | Gustavo Menezes         | Norman Nato               | Bruno Senna              |                         |
| 3                            | Rebellion Racing            | Rebellion R13-Gibson     | M                       | Nathanaël Berthon       | Louis Delétraz            | Romain Dumas             |                         |
| 4                            | ByKolles Racing Team        | ENSO CLM P1/01-Gibson    | M                       | Tom Dillmann            | Bruno Spengler            | Oliver Webb              |                         |
| 7                            | Toyota Gazoo Racing         | Toyota TS050 Hybrid      | M                       | Mike Conway             | Kamui Kobayashi           | José María López         |                         |
| 8                            | Toyota Gazoo Racing         | Toyota TS050 Hybrid      | M                       | Sébastien Buemi         | Brendon Hartley           | Kazuki Nakajima          |                         |
| LMP2 (24 inschrijvingen)     |                             |                          |                         |                         |                           |                          |                         |
| 11                           | EuroInternational           | Ligier JS P217-Gibson    | M                       | Christophe d'Ansembourg | Erik Maris                | Adrien Tambay            |                         |
| 16                           | G-Drive Racing with Algarve | Aurus 01-Gibson          | G                       | Ryan Cullen             | Oliver Jarvis             | Nick Tandy               |                         |
| 17                           | IDEC Sport                  | Oreca 07-Gibson          | M                       | Jonathan Kennard        | Patrick Pilet             | Kyle Tilley              |                         |
| 21                           | DragonSpeed USA             | Oreca 07-Gibson          | M                       | Timothé Buret           | Juan Pablo Montoya        | Memo Rojas               |                         |
| 22                           | United Autosports           | Oreca 07-Gibson          | M                       | Filipe Albuquerque      | Philip Hanson             | Paul di Resta            |                         |
| 24                           | Nielsen Racing              | Oreca 07-Gibson          | M                       | Garett Grist            | Alex Kapadia              | Tony Wells               |                         |
| 25                           | Algarve Pro Racing          | Oreca 07-Gibson          | G                       | John Falb               | Matt McMurry              | Simon Trummer            |                         |
| 26                           | G-Drive Racing              | Aurus 01-Gibson          | M                       | Roman Roesinov          | Jean-Éric Vergne          | Mikkel Jensen            |                         |
| 27                           | DragonSpeed USA             | Oreca 07-Gibson          | M                       | Ben Hanley              | Henrik Hedman             | Renger van der Zande     |                         |
| 28                           | IDEC Sport                  | Oreca 07-Gibson          | M                       | Richard Bradley         | Paul-Loup Chatin          | Paul Lafargue            |                         |
| 29                           | Racing Team Nederland       | Oreca 07-Gibson          | M                       | Frits van Eerd          | Giedo van der Garde       | Nyck de Vries            |                         |
| 30                           | Duqueine Team               | Oreca 07-Gibson          | M                       | Tristan Gommendy        | Jonathan Hirschi          | Konstantin Teresjtsjenko |                         |
| 31                           | Panis Racing                | Oreca 07-Gibson          | G                       | Julien Canal            | Nico Jamin                | Matthieu Vaxivière       |                         |
| 32                           | United Autosports           | Oreca 07-Gibson          | M                       | Alex Brundle            | Will Owen                 | Job van Uitert           |                         |
| 33                           | High Class Racing           | Oreca 07-Gibson          | D                       | Anders Fjordbach        | Mark Patterson            | Kenta Yamashita          |                         |
| 34                           | Inter Europol Competition   | Ligier JS P217-Gibson    | M                       | René Binder             | Jakub Śmiechowski         | Matevos Isaakjan         |                         |
| 35                           | Eurasia Motorsport          | Ligier JS P217-Gibson    | M                       | Nick Foster             | Roberto Merhi             | Nobuya Yamanaka          |                         |
| 36                           | Signatech Alpine Elf        | Alpine A470-Gibson       | M                       | Thomas Laurent          | André Negrão              | Pierre Ragues            |                         |
| 37                           | Jackie Chan DC Racing       | Oreca 07-Gibson          | G                       | Gabriel Aubry           | Will Stevens              | Ho-Pin Tung              |                         |
| 38                           | Jota Sport                  | Oreca 07-Gibson          | G                       | António Félix da Costa  | Anthony Davidson          | Roberto González         |                         |
| 39                           | SO24-HAS by Graff           | Oreca 07-Gibson          | M                       | James Allen             | Vincent Capillaire        | Charles Milesi           |                         |
| 42                           | Cool Racing                 | Oreca 07-Gibson          | M                       | Antonin Borga           | Alexandre Coigny          | Nicolas Lapierre         |                         |
| 47                           | Cetilar Racing              | Dallara P217-Gibson      | M                       | Andrea Belicchi         | Roberto Lacorte           | Giorgio Sernagiotto      |                         |
| 50                           | Richard Mille Racing Team   | Oreca 07-Gibson          | M                       | Tatiana Calderón        | Sophia Flörsch            | Beitske Visser           |                         |
| LMGTE Pro (8 inschrijvingen) |                             |                          |                         |                         |                           |                          |                         |
| 51                           | AF Corse                    | Ferrari 488 GTE Evo      | M                       | James Calado            | Alessandro Pier Guidi     | Daniel Serra             |                         |
| 63                           | WeatherTech Racing          | Ferrari 488 GTE Evo      | M                       | Cooper MacNeil          | Jeff Segal                | Tony Vilander            |                         |
| 71                           | AF Corse                    | Ferrari 488 GTE Evo      | M                       | Sam Bird                | Miguel Molina             | Davide Rigon             |                         |
| 82                           | Risi Competizione           | Ferrari 488 GTE Evo      | M                       | Sébastien Bourdais      | Jules Gounon              | Olivier Pla              |                         |
| 91                           | Porsche GT Team             | Porsche 911 RSR-19       | M                       | Gianmaria Bruni         | Richard Lietz             | Frédéric Makowiecki      |                         |
| 92                           | Porsche GT Team             | Porsche 911 RSR-19       | M                       | Michael Christensen     | Kévin Estre               | Laurens Vanthoor         |                         |
| 95                           | Aston Martin Racing         | Aston Martin Vantage AMR | M                       | Marco Sørensen          | Nicki Thiim               | Richard Westbrook        |                         |
| 97                           | Aston Martin Racing         | Aston Martin Vantage AMR | M                       | Alex Lynn               | Maxime Martin             | Harry Tincknell          |                         |
| LMGTE Am (22 inschrijvingen) |                             |                          |                         |                         |                           |                          |                         |
| 52                           | AF Corse                    | Ferrari 488 GTE Evo      | M                       | Steffen Görig           | Christoph Ulrich          | Alexander West           |                         |
| 54                           | AF Corse                    | Ferrari 488 GTE Evo      | M                       | Thomas Flohr            | Francesco Castellacci     | Giancarlo Fisichella     |                         |
| 55                           | Spirit of Race              | Ferrari 488 GTE Evo      | M                       | Duncan Cameron          | Matt Griffin              | Aaron Scott              |                         |
| 56                           | Team Project 1              | Porsche 911 RSR          | M                       | Matteo Cairoli          | Egidio Perfetti           | Larry ten Voorde         |                         |
| 57                           | Team Project 1              | Porsche 911 RSR          | M                       | Jeroen Bleekemolen      | Felipe Fraga              | Ben Keating              |                         |
| 60                           | Iron Lynx                   | Ferrari 488 GTE Evo      | M                       | Sergio Pianezzola       | Paolo Ruberti             | Claudio Schiavoni        |                         |
| 61                           | Luzich Racing               | Ferrari 488 GTE Evo      | M                       | Côme Ledogar            | Oswaldo Negri jr.         | Francesco Piovanetti     |                         |
| 62                           | Red River Sport             | Ferrari 488 GTE Evo      | M                       | Bonamy Grimes           | Charles Hollings          | Johnny Mowlem            |                         |
| 66                           | JMW Motorsport              | Ferrari 488 GTE Evo      | M                       | Richard Heistand        | Jan Magnussen             | Max Root                 |                         |
| 70                           | MR Racing                   | Ferrari 488 GTE Evo      | M                       | Vincent Abril           | Kei Cozzolino             | Takeshi Kimura           |                         |
| 72                           | Hub Auto Racing             | Ferrari 488 GTE Evo      | M                       | Tom Blomqvist           | Morris Chen               | Marcos Gomes             |                         |
| 75                           | Iron Lynx                   | Ferrari 488 GTE Evo      | M                       | Matteo Cressoni         | Rino Mastronardi          | Andrea Piccini           |                         |
| 77                           | Dempsey-Proton Racing       | Porsche 911 RSR          | M                       | Matt Campbell           | Riccardo Pera             | Christian Ried           |                         |
| 78                           | Proton Competition          | Porsche 911 RSR          | M                       | Michele Beretta         | Horst Felbermayr jr.      | Max van Splunteren       |                         |
| 83                           | AF Corse                    | Ferrari 488 GTE Evo      | M                       | Emmanuel Collard        | Nicklas Nielsen           | François Perrodo         |                         |
| 85                           | Iron Lynx                   | Ferrari 488 GTE Evo      | M                       | Rahel Frey              | Michelle Gatting          | Manuela Gostner          |                         |
| 86                           | Gulf Racing                 | Porsche 911 RSR          | M                       | Ben Barker              | Michael Wainwright        | Andrew Watson            |                         |
| 88                           | Dempsey-Proton Racing       | Porsche 911 RSR          | M                       | Dominique Bastien       | Adrien de Leener          | Thomas Preining          |                         |
| 89                           | Team Project 1              | Porsche 911 RSR          | M                       | "Steve Brooks"          | Andreas Laskaratos        | Julien Piguet            |                         |
| 90                           | TF Sport                    | Aston Martin Vantage AMR | M                       | Jonathan Adam           | Charlie Eastwood          | Salih Yoluç              |                         |
| 98                           | Aston Martin Racing         | Aston Martin Vantage AMR | M                       | Paul Dalla Lana         | Augusto Farfus            | Ross Gunn                |                         |
| 99                           | Dempsey-Proton Racing       | Porsche 911 RSR          | M                       | Julien Andlauer         | Vutthikorn Inthraphuvasak | Lucas Légeret            |                         |

## Kwalificatie
Tijden vetgedrukt betekent de snelste tijd in die klasse. Enkel de snelste zes teams uit iedere klasse namen deel aan de Hyperpole-sessie. De auto's worden per klasse op de startopstelling geplaatst, ongeacht hun tijd: op volgorde zijn dit de LMP1, LMP2, LMGTE Pro en LMGTE Am.
| Pos. | Klasse    | No. | Team                        | Kwalificatie | Hyperpole | Grid |
| ---- | --------- | --- | --------------------------- | ------------ | --------- | ---- |
| 1    | LMP1      | 7   | Toyota Gazoo Racing         | 3:17.089     | 3:15.267  | 1    |
| 2    | LMP1      | 1   | Rebellion Racing            | 3:21.598     | 3:15.822  | 2    |
| 3    | LMP1      | 8   | Toyota Gazoo Racing         | 3:17.336     | 3:16.649  | 3    |
| 4    | LMP1      | 3   | Rebellion Racing            | 3:24.632     | 3:18.330  | 4    |
| 5    | LMP1      | 4   | ByKolles Racing Team        | 3:24.468     | 3:23.043  | 5    |
| 6    | LMP2      | 22  | United Autosports           | 3:27.148     | 3:24.528  | 6    |
| 7    | LMP2      | 26  | G-Drive Racing              | 3:27.366     | 3:24.860  | 7    |
| 8    | LMP2      | 29  | Racing Team Nederland       | 3:26.648     | 3:25.062  | 8    |
| 9    | LMP2      | 33  | High Class Racing           | 3:27.611     | 3:25.426  | 9    |
| 10   | LMP2      | 32  | United Autosports           | 3:27.598     | 3:25.671  | 10   |
| 11   | LMP2      | 37  | Jackie Chan DC Racing       | 3:27.097     | 3:25.785  | 11   |
| 12   | LMP2      | 38  | Jota Sport                  | 3:27.728     |           | 12   |
| 13   | LMP2      | 16  | G-Drive Racing with Algarve | 3:20.934     |           | 13   |
| 14   | LMP2      | 31  | Panis Racing                | 3:27.791     |           | 14   |
| 15   | LMP2      | 36  | Signatech Alpine Elf        | 3:27.794     |           | 15   |
| 16   | LMP2      | 27  | DragonSpeed USA             | 3:27.913     |           | 16   |
| 17   | LMP2      | 42  | Cool Racing                 | 3:28.509     |           | 17   |
| 18   | LMP2      | 39  | SO24-HAS by Graff           | 3:28.574     |           | 18   |
| 19   | LMP2      | 30  | Duqueine Team               | 3:29.091     |           | 19   |
| 20   | LMP2      | 25  | Algarve Pro Racing          | 3:29.402     |           | 20   |
| 21   | LMP2      | 21  | DragonSpeed USA             | 3:29.741     |           | 21   |
| 22   | LMP2      | 47  | Cetilar Racing              | 3:29.880     |           | 22   |
| 23   | LMP2      | 35  | Eurasia Motorsport          | 3:30.497     |           | 23   |
| 24   | LMP2      | 24  | Nielsen Racing              | 3:30.897     |           | 24   |
| 25   | LMP2      | 50  | Richard Mille Racing Team   | 3:31.020     |           | 25   |
| 26   | LMP2      | 34  | Inter Europol Competition   | 3:31.393     |           | 26   |
| 27   | LMP2      | 11  | EuroInternational           | 3:33.747     |           | 27   |
| 28   | LMGTE Pro | 91  | Porsche GT Team             | 3:52.036     | 3:50.874  | 28   |
| 29   | LMGTE Pro | 51  | AF Corse                    | 3:51.244     | 3:51.115  | 29   |
| 30   | LMGTE Pro | 95  | Aston Martin Racing         | 3:50.872     | 3:51.241  | 30   |
| 31   | LMGTE Pro | 97  | Aston Martin Racing         | 3:50.925     | 3:51.324  | 31   |
| 32   | LMGTE Pro | 71  | AF Corse                    | 3:51.988     | 3:51.515  | 32   |
| 33   | LMGTE Pro | 92  | Porsche GT Team             | 3:52.142     | 3:51.770  | 33   |
| 34   | LMGTE Pro | 63  | WeatherTech Racing          | 3:52.508     |           | 34   |
| 35   | LMGTE Am  | 61  | Luzich Racing               | 3:53.292     | 3:51.266  | 36   |
| 36   | LMGTE Am  | 77  | Dempsey-Proton Racing       | 3:53.334     | 3:51.322  | 37   |
| 37   | LMGTE Am  | 56  | Team Project 1              | 3:53.598     | 3:51.647  | 38   |
| 38   | LMGTE Am  | 98  | Aston Martin Racing         | 3:52.778     | 3:52.105  | 39   |
| 39   | LMGTE Am  | 90  | TF Sport                    | 3:52.961     | 3:52.299  | 40   |
| 40   | LMGTE Am  | 86  | Gulf Racing                 | 3:52.970     | 3:52.346  | 41   |
| 41   | LMGTE Am  | 83  | AF Corse                    | 3:53.621     |           | 42   |
| 42   | LMGTE Am  | 99  | Dempsey-Proton Racing       | 3:53.670     |           | 43   |
| 43   | LMGTE Am  | 57  | Team Project 1              | 3:53.838     |           | 44   |
| 44   | LMGTE Am  | 54  | AF Corse                    | 3:54.144     |           | 45   |
| 45   | LMGTE Am  | 88  | Dempsey-Proton Racing       | 3:54.281     |           | 46   |
| 46   | LMGTE Am  | 70  | MR Racing                   | 3:54.628     |           | 47   |
| 47   | LMGTE Am  | 72  | Hub Auto Racing             | 3:55.308     |           | 48   |
| 48   | LMGTE Am  | 55  | Spirit of Race              | 3:55.772     |           | 49   |
| 49   | LMGTE Am  | 75  | Iron Lynx                   | 3:56.141     |           | 50   |
| 50   | LMGTE Am  | 66  | JMW Motorsport              | 3:56.383     |           | 51   |
| 51   | LMGTE Am  | 78  | Proton Competition          | 3:56.475     |           | 52   |
| 52   | LMGTE Am  | 85  | Iron Lynx                   | 3:56.833     |           | 53   |
| 53   | LMGTE Am  | 60  | Iron Lynx                   | 3:57.876     |           | 54   |
| 54   | LMGTE Am  | 62  | Red River Sport             | 4:00.084     |           | 55   |
| 55   | LMGTE Am  | 89  | Team Project 1              | 4:00.691     |           | 56   |
| -    | LMGTE Pro | 82  | Risi Competizione           | Geen tijd    |           | 35   |
| -    | LMGTE Am  | 52  | AF Corse                    | Geen tijd    |           | 57   |
| -    | LMP2      | 17  | IDEC Sport                  | Geen tijd    |           | Pit  |
| -    | LMP2      | 28  | IDEC Sport                  | Geen tijd    |           | Pit  |

## Uitslag
Winnaars in hun klasse zijn vetgedrukt; LMP1 is rood, LMP2 is blauw, LMGTE Pro is groen en LMGTE Am is oranje.
| Pos. | Klasse    | No. | Team                        | Coureurs                                                   | Chassis                       | Banden | Ronden | Tijd/Reden        |
| Pos. | Klasse    | No. | Team                        | Coureurs                                                   | Motor                         | Banden | Ronden | Tijd/Reden        |
| ---- | --------- | --- | --------------------------- | ---------------------------------------------------------- | ----------------------------- | ------ | ------ | ----------------- |
| 1    | LMP1      | 8   | Toyota Gazoo Racing         | Sébastien Buemi Brendon Hartley Kazuki Nakajima            | Toyota TS050 Hybrid           | M      | 387    | 24:01:45.305      |
| 1    | LMP1      | 8   | Toyota Gazoo Racing         | Sébastien Buemi Brendon Hartley Kazuki Nakajima            | Toyota 2.4 L Hybrid Turbo V6  | M      | 387    | 24:01:45.305      |
| 2    | LMP1      | 1   | Rebellion Racing            | Gustavo Menezes Norman Nato Bruno Senna                    | Rebellion R13                 | M      | 382    | +5 ronden         |
| 2    | LMP1      | 1   | Rebellion Racing            | Gustavo Menezes Norman Nato Bruno Senna                    | Gibson GL458 4.5 L V8         | M      | 382    | +5 ronden         |
| 3    | LMP1      | 7   | Toyota Gazoo Racing         | Mike Conway Kamui Kobayashi José María López               | Toyota TS050 Hybrid           | M      | 381    | +6 ronden         |
| 3    | LMP1      | 7   | Toyota Gazoo Racing         | Mike Conway Kamui Kobayashi José María López               | Toyota 2.4 L Turbo V6         | M      | 381    | +6 ronden         |
| 4    | LMP1      | 3   | Rebellion Racing            | Nathanaël Berthon Louis Delétraz Romain Dumas              | Rebellion R13                 | M      | 381    | +6 ronden         |
| 4    | LMP1      | 3   | Rebellion Racing            | Nathanaël Berthon Louis Delétraz Romain Dumas              | Gibson GL458 4.5 L V8         | M      | 381    | +6 ronden         |
| 5    | LMP2      | 22  | United Autosports           | Filipe Albuquerque Philip Hanson Paul di Resta             | Oreca 07                      | M      | 370    | +17 ronden        |
| 5    | LMP2      | 22  | United Autosports           | Filipe Albuquerque Philip Hanson Paul di Resta             | Gibson GK428 4.2 L V8         | M      | 370    | +17 ronden        |
| 6    | LMP2      | 38  | Jota Sport                  | António Félix da Costa Anthony Davidson Roberto González   | Oreca 07                      | G      | 370    | +17 ronden        |
| 6    | LMP2      | 38  | Jota Sport                  | António Félix da Costa Anthony Davidson Roberto González   | Gibson GK428 4.2 L V8         | G      | 370    | +17 ronden        |
| 7    | LMP2      | 31  | Panis Racing                | Julien Canal Nico Jamin Matthieu Vaxivière                 | Oreca 07                      | G      | 368    | +19 ronden        |
| 7    | LMP2      | 31  | Panis Racing                | Julien Canal Nico Jamin Matthieu Vaxivière                 | Gibson GK428 4.2 L V8         | G      | 368    | +19 ronden        |
| 8    | LMP2      | 36  | Signatech Alpine Elf        | Thomas Laurent André Negrão Pierre Ragues                  | Alpine A470                   | M      | 367    | +20 ronden        |
| 8    | LMP2      | 36  | Signatech Alpine Elf        | Thomas Laurent André Negrão Pierre Ragues                  | Gibson GK428 4.2 L V8         | M      | 367    | +20 ronden        |
| 9    | LMP2      | 26  | G-Drive Racing              | Mikkel Jensen Roman Roesinov Jean-Éric Vergne              | Aurus 01                      | M      | 367    | +20 ronden        |
| 9    | LMP2      | 26  | G-Drive Racing              | Mikkel Jensen Roman Roesinov Jean-Éric Vergne              | Gibson GK428 4.2 L V8         | M      | 367    | +20 ronden        |
| 10   | LMP2      | 28  | IDEC Sport                  | Richard Bradley Paul-Loup Chatin Paul Lafargue             | Oreca 07                      | M      | 366    | +21 ronden        |
| 10   | LMP2      | 28  | IDEC Sport                  | Richard Bradley Paul-Loup Chatin Paul Lafargue             | Gibson GK428 4.2 L V8         | M      | 366    | +21 ronden        |
| 11   | LMP2      | 25  | Algarve Pro Racing          | John Falb Matt McMurry Simon Trummer                       | Oreca 07                      | G      | 365    | +22 ronden        |
| 11   | LMP2      | 25  | Algarve Pro Racing          | John Falb Matt McMurry Simon Trummer                       | Gibson GK428 4.2 L V8         | G      | 365    | +22 ronden        |
| 12   | LMP2      | 42  | Cool Racing                 | Antonin Borga Alexandre Coigny Nicolas Lapierre            | Oreca 07                      | M      | 365    | +22 ronden        |
| 12   | LMP2      | 42  | Cool Racing                 | Antonin Borga Alexandre Coigny Nicolas Lapierre            | Gibson GK428 4.2 L V8         | M      | 365    | +22 ronden        |
| 13   | LMP2      | 50  | Richard Mille Racing Team   | Tatiana Calderón Sophia Flörsch Beitske Visser             | Oreca 07                      | M      | 364    | +23 ronden        |
| 13   | LMP2      | 50  | Richard Mille Racing Team   | Tatiana Calderón Sophia Flörsch Beitske Visser             | Gibson GK428 4.2 L V8         | M      | 364    | +23 ronden        |
| 14   | LMP2      | 47  | Cetilar Racing              | Andrea Belicchi Roberto Lacorte Giorgio Sernagiotto        | Dallara P217                  | M      | 363    | +24 ronden        |
| 14   | LMP2      | 47  | Cetilar Racing              | Andrea Belicchi Roberto Lacorte Giorgio Sernagiotto        | Gibson GK428 4.2 L V8         | M      | 363    | +24 ronden        |
| 15   | LMP2      | 17  | IDEC Sport                  | Jonathan Kennard Patrick Pilet Kyle Tilley                 | Oreca 07                      | M      | 363    | +24 ronden        |
| 15   | LMP2      | 17  | IDEC Sport                  | Jonathan Kennard Patrick Pilet Kyle Tilley                 | Gibson GK428 4.2 L V8         | M      | 363    | +24 ronden        |
| 16   | LMP2      | 27  | DragonSpeed USA             | Ben Hanley Henrik Hedman Renger van der Zande              | Oreca 07                      | M      | 361    | +26 ronden        |
| 16   | LMP2      | 27  | DragonSpeed USA             | Ben Hanley Henrik Hedman Renger van der Zande              | Gibson GK428 4.2 L V8         | M      | 361    | +26 ronden        |
| 17   | LMP2      | 32  | United Autosports           | Alex Brundle Will Owen Job van Uitert                      | Oreca 07                      | M      | 359    | +28 ronden        |
| 17   | LMP2      | 32  | United Autosports           | Alex Brundle Will Owen Job van Uitert                      | Gibson GK428 4.2 L V8         | M      | 359    | +28 ronden        |
| 18   | LMP2      | 35  | Eurasia Motorsport          | Nick Foster Roberto Merhi Nobuya Yamanaka                  | Ligier JS P217                | M      | 351    | +36 ronden        |
| 18   | LMP2      | 35  | Eurasia Motorsport          | Nick Foster Roberto Merhi Nobuya Yamanaka                  | Gibson GK428 4.2 L V8         | M      | 351    | +36 ronden        |
| 19   | LMP2      | 29  | Racing Team Nederland       | Frits van Eerd Giedo van der Garde Nyck de Vries           | Oreca 07                      | M      | 349    | +38 ronden        |
| 19   | LMP2      | 29  | Racing Team Nederland       | Frits van Eerd Giedo van der Garde Nyck de Vries           | Gibson GK428 4.2 L V8         | M      | 349    | +38 ronden        |
| 20   | LMGTE Pro | 97  | Aston Martin Racing         | Alex Lynn Maxime Martin Harry Tincknell                    | Aston Martin Vantage AMR      | M      | 346    | +41 ronden        |
| 20   | LMGTE Pro | 97  | Aston Martin Racing         | Alex Lynn Maxime Martin Harry Tincknell                    | Aston Martin 4.5 L Turbo V8   | M      | 346    | +41 ronden        |
| 21   | LMGTE Pro | 51  | AF Corse                    | James Calado Alessandro Pier Guidi Daniel Serra            | Ferrari 488 GTE Evo           | M      | 346    | +41 ronden        |
| 21   | LMGTE Pro | 51  | AF Corse                    | James Calado Alessandro Pier Guidi Daniel Serra            | Ferrari F154CB 3.9 L Turbo V8 | M      | 346    | +41 ronden        |
| 22   | LMGTE Pro | 95  | Aston Martin Racing         | Marco Sørensen Nicki Thiim Richard Westbrook               | Aston Martin Vantage AMR      | M      | 343    | +44 ronden        |
| 22   | LMGTE Pro | 95  | Aston Martin Racing         | Marco Sørensen Nicki Thiim Richard Westbrook               | Aston Martin 4.5 L Turbo V8   | M      | 343    | +44 ronden        |
| 23   | LMGTE Pro | 82  | Risi Competizione           | Sébastien Bourdais Jules Gounon Olivier Pla                | Ferrari 488 GTE Evo           | M      | 339    | +48 ronden        |
| 23   | LMGTE Pro | 82  | Risi Competizione           | Sébastien Bourdais Jules Gounon Olivier Pla                | Ferrari F154CB 3.9 L Turbo V8 | M      | 339    | +48 ronden        |
| 24   | LMGTE Am  | 90  | TF Sport                    | Jonathan Adam Charlie Eastwood Salih Yoluç                 | Aston Martin Vantage AMR      | M      | 339    | +48 ronden        |
| 24   | LMGTE Am  | 90  | TF Sport                    | Jonathan Adam Charlie Eastwood Salih Yoluç                 | Aston Martin 4.5 L Turbo V8   | M      | 339    | +48 ronden        |
| 25   | LMGTE Am  | 77  | Dempsey-Proton Racing       | Matt Campbell Riccardo Pera Christian Ried                 | Porsche 911 RSR               | M      | 339    | +48 ronden        |
| 25   | LMGTE Am  | 77  | Dempsey-Proton Racing       | Matt Campbell Riccardo Pera Christian Ried                 | Porsche 4.0 L Flat-6          | M      | 339    | +48 ronden        |
| 26   | LMGTE Am  | 83  | AF Corse                    | Emmanuel Collard Nicklas Nielsen François Perrodo          | Ferrari 488 GTE Evo           | M      | 339    | +48 ronden        |
| 26   | LMGTE Am  | 83  | AF Corse                    | Emmanuel Collard Nicklas Nielsen François Perrodo          | Ferrari F154CB 3.9 L Turbo V8 | M      | 339    | +48 ronden        |
| 27   | LMGTE Am  | 56  | Team Project 1              | Matteo Cairoli Egidio Perfetti Larry ten Voorde            | Porsche 911 RSR               | M      | 339    | +48 ronden        |
| 27   | LMGTE Am  | 56  | Team Project 1              | Matteo Cairoli Egidio Perfetti Larry ten Voorde            | Porsche 4.0 L Flat-6          | M      | 339    | +48 ronden        |
| 28   | LMP2      | 24  | Nielsen Racing              | Garett Grist Alex Kapadia Tony Wells                       | Oreca 07                      | M      | 338    | +49 ronden        |
| 28   | LMP2      | 24  | Nielsen Racing              | Garett Grist Alex Kapadia Tony Wells                       | Gibson GK428 4.2 L V8         | M      | 338    | +49 ronden        |
| 29   | LMGTE Am  | 86  | Gulf Racing                 | Ben Barker Mike Wainwright Andrew Watson                   | Porsche 911 RSR               | M      | 337    | +50 ronden        |
| 29   | LMGTE Am  | 86  | Gulf Racing                 | Ben Barker Mike Wainwright Andrew Watson                   | Porsche 4.0 L Flat-6          | M      | 337    | +50 ronden        |
| 30   | LMGTE Am  | 66  | JMW Motorsport              | Richard Heistand Jan Magnussen Max Root                    | Ferrari 488 GTE Evo           | M      | 335    | +52 ronden        |
| 30   | LMGTE Am  | 66  | JMW Motorsport              | Richard Heistand Jan Magnussen Max Root                    | Ferrari F154CB 3.9 L Turbo V8 | M      | 335    | +52 ronden        |
| 31   | LMGTE Pro | 91  | Porsche GT Team             | Gianmaria Bruni Richard Lietz Frédéric Makowiecki          | Porsche 911 RSR-19            | M      | 335    | +52 ronden        |
| 31   | LMGTE Pro | 91  | Porsche GT Team             | Gianmaria Bruni Richard Lietz Frédéric Makowiecki          | Porsche 4.2 L Flat-6          | M      | 335    | +52 ronden        |
| 32   | LMGTE Am  | 61  | Luzich Racing               | Côme Ledogar Oswaldo Negri jr. Francesco Piovanetti        | Ferrari 488 GTE Evo           | M      | 335    | +52 ronden        |
| 32   | LMGTE Am  | 61  | Luzich Racing               | Côme Ledogar Oswaldo Negri jr. Francesco Piovanetti        | Ferrari F154CB 3.9 L Turbo V8 | M      | 335    | +52 ronden        |
| 33   | LMGTE Am  | 98  | Aston Martin Racing         | Paul Dalla Lana Augusto Farfus Ross Gunn                   | Aston Martin Vantage AMR      | M      | 333    | +54 ronden        |
| 33   | LMGTE Am  | 98  | Aston Martin Racing         | Paul Dalla Lana Augusto Farfus Ross Gunn                   | Aston Martin 4.5 L Turbo V8   | M      | 333    | +54 ronden        |
| 34   | LMGTE Am  | 85  | Iron Lynx                   | Rahel Frey Michelle Gatting Manuela Gostner                | Ferrari 488 GTE Evo           | M      | 332    | +55 ronden        |
| 34   | LMGTE Am  | 85  | Iron Lynx                   | Rahel Frey Michelle Gatting Manuela Gostner                | Ferrari F154CB 3.9 L Turbo V8 | M      | 332    | +55 ronden        |
| 35   | LMGTE Pro | 92  | Porsche GT Team             | Michael Christensen Kévin Estre Laurens Vanthoor           | Porsche 911 RSR-19            | M      | 331    | +56 ronden        |
| 35   | LMGTE Pro | 92  | Porsche GT Team             | Michael Christensen Kévin Estre Laurens Vanthoor           | Porsche 4.2 L Flat-6          | M      | 331    | +56 ronden        |
| 36   | LMGTE Am  | 99  | Dempsey-Proton Racing       | Julien Andlauer Vutthikorn Inthraphuvasak Lucas Légeret    | Porsche 911 RSR               | M      | 331    | +56 ronden        |
| 36   | LMGTE Am  | 99  | Dempsey-Proton Racing       | Julien Andlauer Vutthikorn Inthraphuvasak Lucas Légeret    | Porsche 4.0 L Flat-6          | M      | 331    | +56 ronden        |
| 37   | LMGTE Am  | 60  | Iron Lynx                   | Sergio Pianazzola Paolo Ruberti Claudio Schiavoni          | Ferrari 488 GTE Evo           | M      | 331    | +56 ronden        |
| 37   | LMGTE Am  | 60  | Iron Lynx                   | Sergio Pianazzola Paolo Ruberti Claudio Schiavoni          | Ferrari F154CB 3.9 L Turbo V8 | M      | 331    | +56 ronden        |
| 38   | LMGTE Am  | 78  | Proton Competition          | Michele Beretta Horst Felbermayr jr. Max van Splunteren    | Porsche 911 RSR               | M      | 330    | +57 ronden        |
| 38   | LMGTE Am  | 78  | Proton Competition          | Michele Beretta Horst Felbermayr jr. Max van Splunteren    | Porsche 4.0 L Flat-6          | M      | 330    | +57 ronden        |
| 39   | LMGTE Am  | 54  | AF Corse                    | Francesco Castellacci Giancarlo Fisichella Thomas Flohr    | Ferrari 488 GTE Evo           | M      | 330    | +57 ronden        |
| 39   | LMGTE Am  | 54  | AF Corse                    | Francesco Castellacci Giancarlo Fisichella Thomas Flohr    | Ferrari F154CB 3.9 L Turbo V8 | M      | 330    | +57 ronden        |
| 40   | LMGTE Am  | 57  | Team Project 1              | Jeroen Bleekemolen Felipe Fraga Ben Keating                | Porsche 911 RSR               | M      | 326    | +61 ronden        |
| 40   | LMGTE Am  | 57  | Team Project 1              | Jeroen Bleekemolen Felipe Fraga Ben Keating                | Porsche 4.0 L Flat-6          | M      | 326    | +61 ronden        |
| 41   | LMGTE Am  | 62  | Red River Racing            | Bonamy Grimes Charles Hollings Johnny Mowlem               | Ferrari 488 GTE Evo           | M      | 325    | +62 ronden        |
| 41   | LMGTE Am  | 62  | Red River Racing            | Bonamy Grimes Charles Hollings Johnny Mowlem               | Ferrari F154CB 3.9 L Turbo V8 | M      | 325    | +62 ronden        |
| 42   | LMP2      | 34  | Inter Europol Competition   | René Binder Matevos Isaakjan Jakub Śmiechowski             | Ligier JS P217                | M      | 316    | +71 ronden        |
| 42   | LMP2      | 34  | Inter Europol Competition   | René Binder Matevos Isaakjan Jakub Śmiechowski             | Gibson GK428 4.2 L V8         | M      | 316    | +71 ronden        |
| 43   | LMGTE Am  | 89  | Team Project 1              | "Steve Brooks" Andreas Laskaratos Julien Piguet            | Porsche 911 RSR               | M      | 313    | +74 ronden        |
| 43   | LMGTE Am  | 89  | Team Project 1              | "Steve Brooks" Andreas Laskaratos Julien Piguet            | Porsche 4.0 L Flat-6          | M      | 313    | +74 ronden        |
| NC   | LMGTE Pro | 71  | AF Corse                    | Sam Bird Miguel Molina Davide Rigon                        | Ferrari 488 GTE Evo           | M      | 340    | Niet geklasseerd  |
| NC   | LMGTE Pro | 71  | AF Corse                    | Sam Bird Miguel Molina Davide Rigon                        | Ferrari F154CB 3.9 L Turbo V8 | M      | 340    | Niet geklasseerd  |
| NC   | LMGTE Am  | 88  | Dempsey-Proton Racing       | Dominique Bastien Adrien de Leener Thomas Preining         | Porsche 911 RSR               | M      | 238    | Niet geklasseerd  |
| NC   | LMGTE Am  | 88  | Dempsey-Proton Racing       | Dominique Bastien Adrien de Leener Thomas Preining         | Porsche 4.0 L Flat-6          | M      | 238    | Niet geklasseerd  |
| DNF  | LMP2      | 39  | SO24-HAS by Graff           | James Allen Vincent Capillaire Charles Milesi              | Oreca 07                      | M      | 357    | Ongeluk           |
| DNF  | LMP2      | 39  | SO24-HAS by Graff           | James Allen Vincent Capillaire Charles Milesi              | Gibson GK428 4.2 L V8         | M      | 357    | Ongeluk           |
| DNF  | LMGTE Am  | 72  | Hub Auto Racing             | Tom Blomqvist Morris Chen Marcos Gomes                     | Ferrari 488 GTE Evo           | M      | 273    | Motor             |
| DNF  | LMGTE Am  | 72  | Hub Auto Racing             | Tom Blomqvist Morris Chen Marcos Gomes                     | Ferrari F154CB 3.9 L Turbo V8 | M      | 273    | Motor             |
| DNF  | LMGTE Am  | 75  | Iron Lynx                   | Matteo Cressoni Rino Mastronardi Andrea Piccini            | Ferrari 488 GTE Evo           | M      | 211    | Brand             |
| DNF  | LMGTE Am  | 75  | Iron Lynx                   | Matteo Cressoni Rino Mastronardi Andrea Piccini            | Ferrari F154CB 3.9 L Turbo V8 | M      | 211    | Brand             |
| DNF  | LMP2      | 21  | DragonSpeed USA             | Timothé Buret Juan Pablo Montoya Memo Rojas                | Oreca 07                      | M      | 192    | Mechanisch        |
| DNF  | LMP2      | 21  | DragonSpeed USA             | Timothé Buret Juan Pablo Montoya Memo Rojas                | Gibson GK428 4.2 L V8         | M      | 192    | Mechanisch        |
| DNF  | LMGTE Pro | 63  | WeatherTech Racing          | Cooper MacNeil Jeff Segal Toni Vilander                    | Ferrari 488 GTE Evo           | M      | 185    | Schade ongeluk    |
| DNF  | LMGTE Pro | 63  | WeatherTech Racing          | Cooper MacNeil Jeff Segal Toni Vilander                    | Ferrari F154CB 3.9 L Turbo V8 | M      | 185    | Schade ongeluk    |
| DNF  | LMGTE Am  | 70  | MR Racing                   | Vincent Abril Kei Cozzolino Takeshi Kimura                 | Ferrari 488 GTE Evo           | M      | 172    | Ophanging         |
| DNF  | LMGTE Am  | 70  | MR Racing                   | Vincent Abril Kei Cozzolino Takeshi Kimura                 | Ferrari F154CB 3.9 L Turbo V8 | M      | 172    | Ophanging         |
| DNF  | LMP2      | 16  | G-Drive Racing with Algarve | Ryan Cullen Oliver Jarvis Nick Tandy                       | Aurus 01                      | G      | 105    | Elektrisch        |
| DNF  | LMP2      | 16  | G-Drive Racing with Algarve | Ryan Cullen Oliver Jarvis Nick Tandy                       | Gibson GK428 4.2 L V8         | G      | 105    | Elektrisch        |
| DNF  | LMP2      | 30  | Duqueine Team               | Tristan Gommendy Jonathan Hirschi Konstantin Teresjtsjenko | Oreca 07                      | M      | 100    | Ongeluk           |
| DNF  | LMP2      | 30  | Duqueine Team               | Tristan Gommendy Jonathan Hirschi Konstantin Teresjtsjenko | Gibson GK428 4.2 L V8         | M      | 100    | Ongeluk           |
| DNF  | LMP1      | 4   | ByKolles Racing Team        | Tom Dillmann Bruno Spengler Oliver Webb                    | ENSO CLM P1/01                | M      | 97     | Carrosserie       |
| DNF  | LMP1      | 4   | ByKolles Racing Team        | Tom Dillmann Bruno Spengler Oliver Webb                    | Gibson GL458 4.5 L V8         | M      | 97     | Carrosserie       |
| DNF  | LMP2      | 33  | High Class Racing           | Anders Fjordbach Mark Patterson Kenta Yamashita            | Oreca 07                      | D      | 88     | Versnellingsbak   |
| DNF  | LMP2      | 33  | High Class Racing           | Anders Fjordbach Mark Patterson Kenta Yamashita            | Gibson GK428 4.2 L V8         | D      | 88     | Versnellingsbak   |
| DNF  | LMGTE Am  | 52  | AF Corse                    | Steffen Görig Christoph Ulrich Alexander West              | Ferrari 488 GTE Evo           | M      | 80     | Ongeluk           |
| DNF  | LMGTE Am  | 52  | AF Corse                    | Steffen Görig Christoph Ulrich Alexander West              | Ferrari F154CB 3.9 L Turbo V8 | M      | 80     | Ongeluk           |
| DNF  | LMGTE Am  | 55  | Spirit of Race              | Duncan Cameron Matt Griffin Aaron Scott                    | Ferrari 488 GTE Evo           | M      | 78     | Lekke band        |
| DNF  | LMGTE Am  | 55  | Spirit of Race              | Duncan Cameron Matt Griffin Aaron Scott                    | Ferrari F154CB 3.9 L Turbo V8 | M      | 78     | Lekke band        |
| DNF  | LMP2      | 11  | EuroInternational           | Christophe d'Ansembourg Erik Maris Adrien Tambay           | Ligier JS P217                | D      | 26     | Dynamo            |
| DNF  | LMP2      | 11  | EuroInternational           | Christophe d'Ansembourg Erik Maris Adrien Tambay           | Gibson GK428 4.2 L V8         | D      | 26     | Dynamo            |
| DSQ  | LMP2      | 37  | Jackie Chan DC Racing       | Gabriel Aubry Will Stevens Ho-Pin Tung                     | Oreca 07                      | D      | 141    | Gediskwalificeerd |
| DSQ  | LMP2      | 37  | Jackie Chan DC Racing       | Gabriel Aubry Will Stevens Ho-Pin Tung                     | Gibson GK428 4.2 L V8         | D      | 141    | Gediskwalificeerd |

## Tussenstanden na wedstrijd
LMP (coureurs)
| Pos | Coureur                                         | Punten |
| --- | ----------------------------------------------- | ------ |
| 1   | Sébastien Buemi Brendon Hartley Kazuki Nakajima | 175    |
| 2   | Mike Conway Kamui Kobayashi José María López    | 168    |
| 3   | Gustavo Menezes Norman Nato Bruno Senna         | 145    |
| 4   | Filipe Albuquerque Philip Hanson                | 78     |
| 5   | Paul di Resta                                   | 70     |

LMP1 (teams)
| Pos | Team                | Punten |
| --- | ------------------- | ------ |
| 1   | Toyota Gazoo Racing | 202    |
| 2   | Rebellion Racing    | 145    |
| 3   | Team LNT            | 29     |

GTE (coureurs)
| Pos | Coureur                            | Punten |
| --- | ---------------------------------- | ------ |
| 1   | Marco Sørensen Nicki Thiim         | 157    |
| 2   | Alex Lynn Maxime Martin            | 142    |
| 3   | James Calado Alessandro Pier Guidi | 131    |
| 4   | Michael Christensen Kévin Estre    | 109    |
| 5   | Gianmaria Bruni Richard Lietz      | 84     |

GTE (constructeurs)
| Pos | Constructeur | Punten |
| --- | ------------ | ------ |
| 1   | Aston Martin | 299    |
| 2   | Porsche      | 223    |
| 3   | Ferrari      | 218    |

LMP2 (coureurs)
| Pos | Coureur                                 | Punten |
| --- | --------------------------------------- | ------ |
| 1   | Filipe Albuquerque Philip Hanson        | 171    |
| 2   | Paul di Resta                           | 156    |
| 3   | António Félix da Costa Roberto González | 125    |
| 4   | Anthony Davidson                        | 115    |
| 5   | Frits van Eerd Giedo van der Garde      | 107    |

LMP2 (teams)
| Pos | Nr | Team                  | Punten |
| --- | -- | --------------------- | ------ |
| 1   | 22 | United Autosports     | 171    |
| 2   | 38 | Jota Sport            | 125    |
| 3   | 29 | Racing Team Nederland | 107    |
| 4   | 42 | Cool Racing           | 103    |
| 5   | 37 | Jackie Chan DC Racing | 98     |

GTE Am (coureurs)
| Pos | Coureur                                           | Punten |
| --- | ------------------------------------------------- | ------ |
| 1   | Jonathan Adam Charlie Eastwood Salih Yoluç        | 148    |
| 2   | Emmanuel Collard Nicklas Nielsen François Perrodo | 140    |
| 3   | Matt Campbell Riccardo Pera Christian Ried        | 98,5   |
| 4   | Paul Dalla Lana Ross Gunn                         | 96,5   |
| 5   | Jeroen Bleekemolen Ben Keating                    | 89,5   |

GTE Am (teams)
| Pos | Nr | Team                  | Punten |
| --- | -- | --------------------- | ------ |
| 1   | 90 | TF Sport              | 148    |
| 2   | 83 | AF Corse              | 140    |
| 3   | 77 | Dempsey-Proton Racing | 98,5   |
| 4   | 98 | Aston Martin Racing   | 96,5   |
| 5   | 57 | Team Project 1        | 89,5   |

1923 · 1924 · 1925 · 1926 · 1927 · 1928 · 1929 · 1930 · 1931 · 1932 · 1933 · 1934 · 1935 · 1936 · 1937 · 1938 · 1939 · 1940 - 1948 · 1949 · 1950 · 1951 · 1952 · 1953 · 1954 · 1955 (Ramp) · 1956 · 1957 · 1958 · 1959 · 1960 · 1961 · 1962 · 1963 · 1964 · 1965 · 1966 · 1967 · 1968 · 1969 · 1970 · 1971 · 1972 · 1973 · 1974 · 1975 · 1976 · 1977 · 1978 · 1979 · 1980 · 1981 · 1982 · 1983 · 1984 · 1985 · 1986 · 1987 · 1988 · 1989 · 1990 · 1991 · 1992 · 1993 · 1994 · 1995 · 1996 · 1997 · 1998 · 1999 · 2000 · 2001 · 2002 · 2003 · 2004 · 2005 · 2006 · 2007 · 2008 · 2009 · 2010 · 2011 · 2012 · 2013 · 2014 · 2015 · 2016 · 2017 · 2018 · 2019 · 2020 · 2021 · 2022 · 2023 · 2024